# Moskwa nad rzeką Hudson
Moskwa nad rzeką Hudson (Moscow on the Hudson) – amerykański komediodramat z 1984 roku w reżyserii Paula Mazursky'ego, z Robinem Williamsem w roli głównej. Tytuł filmu pochodzi od rzeki Hudson, nad którą położony jest Nowy Jork.

## Opis fabuły
Podczas wizyty zespołu cyrkowego ze Związku Radzieckiego w Stanach Zjednoczonych, jeden z muzyków cyrkowej orkiestry postanawia urwać się opiekunom z KGB i poprosić o azyl w USA. Szybko znajduje oparcie w środowisku latynoskich i czarnych mieszkańców Nowego Jorku, dzięki którym powoli uczy się życia w kraju obyczajowo skrajnie innym niż jego ojczyzna. 

## Obsada
- Robin Williams jako Władimir Iwanow
- Maria Conchita Alonso jako Lucia Lombardo
- Cleavant Derricks jako Lionel
- Alejandro Rey jako Alejandro Ramirez
- Sawielij Kramarow jako Borys
- Elya Baskin jako Anatolij

## Wyróżnienia
Robin Williams otrzymał za swoją rolę w filmie nominację do Złotego Globu w kategorii najlepszy aktor w komedii lub musicalu. 